# Donja Brusovača
Donja Brusovača es una localidad de Croacia en el municipio de Vojnić, condado de Karlovac.

## Geografía
Se encuentra a una altitud de 161 m s. n. m. a 96 km de la capital nacional, Zagreb.

## Demografía
En el censo 2011, el total de población de la localidad fue de 122 habitantes.
| Gráfica de población de Donja Brusovača 1857-2011                   |
|                                                                     |
| Según los censos de población de la oficina estadística de Croacia. |